# Vogan
Vogan este un oraș din Togo, situat la o distanță de 45–60 km N de Lomé. Este reședința prefecturii Vo și o cunoscută piață pentru obiecte voodoo.